# Креон (цар на Тива)
Вижте пояснителната страница за други значения на Креон.
Креон (на старогръцки: Κρέων – Kreōn; Kreon, Creon) е персонаж от древногръцката митология, цар на Тива в Беотия.

## Семейство
Креон е потомък на спартиатите (митичните воини-родоначалници на тиванските благородници, потомци на приближените на цар Кадъм). Той е син на тиванския благородник Менекей и внук на цар Пентей (който е внук на Кадъм и богинята Хармония).
Брат е на Йокаста, жена на царя на Тива Лай (и на Едип), и така е вуйчо на последния, както и на Етеокъл, Полиник, Антигона и Исмена.
Първата съпруга на Креон се нарича Хениоха. Докато е женен за нея, при тях се приютяват 3 микенски благородници: Ликимний, сестра му Алкмена и нейния мъж, Амфитрион (внук на героя Персей), след като той убива случайно своя тъст Електрион (син на Персей). Креон и Амфитрион провеждат поход против тафирите (племе от групата на лелегите). В Тива Алкмена ражда от Зевс син си Херакъл/Херкулес, а също и (от Амфитрион) неговия брат-близнак Ификъл. Впоследствие жена на Херакъл става дъщерята на Креон, Мегара, която както и Хемон, Мегарей (Менекей) и Ликомед са негови деца от втората му съпруга -  Евридика.

## Едип - цар на Тива
Креон замества на престола на Тива Лай, който е убит от своя син Едип (но никой не научава, че Едип е отдавна изоставения син на Лай и Йокаста). След това Едип се жени за Йокаста, за която не знае, че му е майка (но знае, че има предсказание, че ще се ожени за майка си, както и тя - че ще се омъжи за сина си). Това става след като отървава града от изпратеното от Хера в Тива чудовище Сфинкс. Освен че става съпруг на царицата, Едип се и възцарява в Тива - женитбата и царството са му награда за преборването му. Истината за произхода на Едип, за това, че именно той е убил Лай, както и за извършеното кръвосмешение (от което те имат 4 деца, вече пораснали по това време) се разкрива в условията на чумна епидемия; обвинявайки себе си за нея, Едип напуска Тива (като, според легендата за него, се ослепява преди това). Така Креон, дотогава военачалник на служба при Едип, пак става цар на Тива.

## Седемте срещу Тива
Впоследствие синовете на Едип Етеокъл и Полиник (Полинейк), поемат властта от Креон, но не съвместно, а с уговорка да се редуват през 1 година. Етеокъл не спазва обещанието си и брат му се опитва да вземе властта, с помощта на чуждестранни съюзници (което е сюжетът на драмата Седемте срещу Тива). В решителната битка и двамата са убити, пронизвайки се взаимно с оръжията си. Тогава Креон се възкачва за трети път на трона като регент на Лаодамант, син на Етеокъл.

## Антигона
Освен мъжки, Едип има и женски потомци - девойките Антигона и Исмена. Когато Креон, считайки Полиник за предател на родината, забранява той и загиналите му съратници да бъдат погребани, Антигона нарушава заповедта, отдавайки погребални почести на брат си. За да я накаже, Креон нарежда да я зазидат жива в гробница, макар че е годеница на сина му Хемон. По-късно променя решението си и се опитва да я спаси от задушаване, но междувременно тя се е обесила. Покрусени, Хемон и Евридика се самоубиват.

## Смъртта на Креон
Лик II, син на Лик от Евбея, идва в Тива, убива Креон и става тиран на Тива.